# 4-та армія (США)

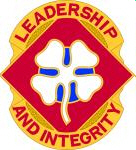
Відзнака армії

4-та а́рмія США (англ. Fourth United States Army) — військове об'єднання армії США, польова армія Збройних сил США часів Другої світової війни. В бойових діях участі не брала, протягом усього періоду існування дислокувалася на території континентальних Сполучених Штатів.

## Історія
Вперше сформована у 1922 році в Нью-Йорку, як 4-та армія організованого резерву армії США. 9 серпня 1932 введена до складу Регулярної армії країни, як допоміжне формування. З 1 жовтня 1933 розгорнута до повного штату з розміщенням штабу армії в Презідіо, Сан-Франциско, Каліфорнія. У роки Другої світової війни армія виконувала функції тренувальної бази для регулярних формувань сухопутних військ, та несла відповідальність за охорону і оборону західного узбережжя Сполучених Штатів.
За часів Корейської та В'єтнамської війн армія також виконувала здебільшого задачі тренування та підготовки підрозділів, які брали участь у бойових діях.
У липні 1971 об'єднання було розформоване та її компоненти були об'єднані з частинами 5-ї польової армії.